# Grumello Cremonese ed Uniti
Grumello Cremonese ed Uniti é uma comuna italiana da região da Lombardia, província de Cremona, com cerca de 1.910 habitantes. Estende-se por uma área de 22 km², tendo uma densidade populacional de 87 hab/km². Faz fronteira com Acquanegra Cremonese, Annicco, Cappella Cantone, Crotta d'Adda, Pizzighettone, Sesto ed Uniti.

## Demografia
| Variação demográfica do município entre 1861 e 2011                               |
|                                                                                   |
| Fonte: Istituto Nazionale di Statistica (ISTAT) - Elaboração gráfica da Wikipedia |